# П'ятий вимір (фільм)
«П'ятий вимір» (англ. Push) — американський фантастичний трилер 2009 року режисера Пола Макгігана. Головні ролі виконували: Кріс Еванс, Дакота Фаннінг, Камілла Белль і Джимон Гонсу.
Сюжет розгортається навколо групи екстрасенсів, які володіють різними здібностями з народження. Вони об'єднуються, щоб зруйнувати плани «Служби» — урядового агентства, що планує створити армію суперсолдат за допомогою потужного наркотичного препарату R16, який підсилює здібності. Служба шукає дівчину, яка вижила після ін'єкції, провидці і нюхачі допомагають їй, деякі з них мимоволі. Маленька провидиця у другому поколінні Кессі об'єднується з телекіном у другому поколінні — Ніком, і хоче знайти кейс з препаратом і дівчину, щоб раз і назавжди знищити Службу і звільнити свою матір.

## Сюжет
Головний герой — Нік Гант (Кріс Еванс), син батька, геном якого було змінено урядом. Після нелюдського вбивства батька, Нік зненавидів організацію. Нік — телекін у другому поколінні.
Ніка, який переховується в Гонконзі, зустрічає 13-річна Кессі (Дакота Фаннінг), провидиця, як і Нік — у другому поколінні. Її мати — найсильніша провидиця у світі, яку (з невідомої причини) забрали службисти, щоб вона показувала їм майбутнє, її так одурманили наркотиками, що вона і ложки підняти не може. Кессі хоче об'єднатися з Ніком, щоб знайти дівчину і вкрадену валізу, в якій нібито $6 млн. В ході подій вони збирають групу екстрасенсів, щоб перемогти організацію, відповідальну за розробку і експерименти з психічними наркотиками протягом десятиліть.

## Ролі

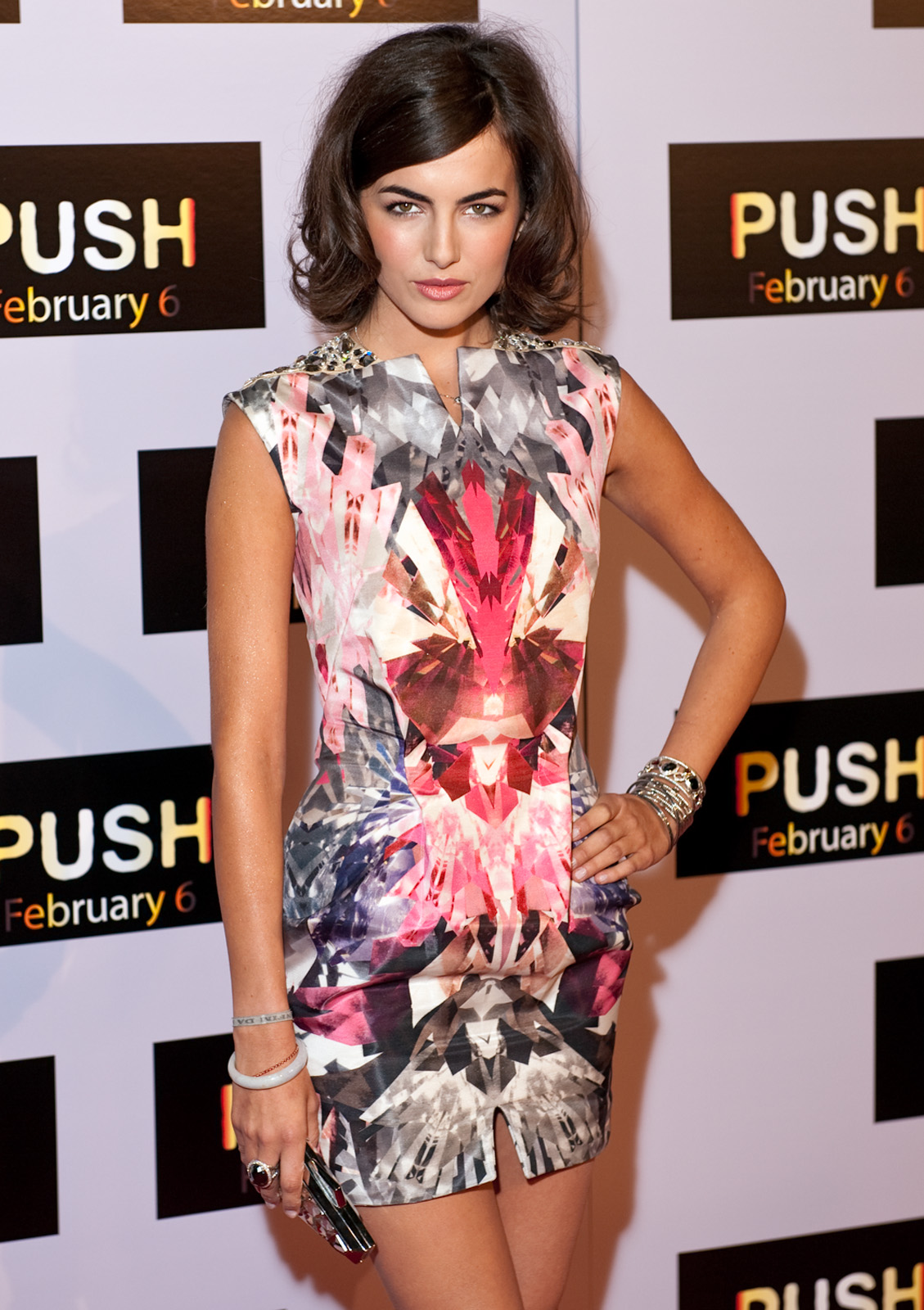
Камілла Белль на прем'єрі фільму.

- Кріс Еванс — Нік Гант
  - Колін Форд — молодий Нік
- Дакота Фаннінг — Кессі Голмс
- Камілла Белль — Кіра Гудзон / Голліс
- Джимон Гонсу — агент Генрі Карвер
- Джоель Гретч — Йона Гант
- Мінг-На Вен — Емілі Ху
- Кліфф Кертіс — Хук Вотерс
- Корі Столл — агент Мек
- Нейт Муні — Пінкі Штейн
- Скотт Майкл Кемпбел — агент Голден
- Ніл Джексон — Віктор Бударін
- Меггі Сіфф — Тереза Стоу

## Саундтрек
| Виконавець                             | Пісня                     |
| -------------------------------------- | ------------------------- |
| The Kills                              | What New York Used to Be  |
| Yin Xiangjie                           | The Love Of Boat Trackers |
| Radio Citizen and Bajka                | The Hop                   |
| Working for a Nuclear Free City        | Rocket                    |
| Neil Davidge                           | Original music for Push   |
| UNKLE                                  | Glow                      |
| Daniele Benatie and Fernando Paterlini | Everybody Ciao            |
| South Rakkas Crew                      | Elevator China            |
| The Notwist                            | Consequence               |
| South Rakkas Crew                      | China Funk                |
| The Old Ceremony                       | Bao Qian                  |
| Jiang Xianwei                          | A Visit to Suzhou         |

## Критика
Фільм був погано сприйнятий професійними критиками. Rotten Tomatoes повідомив, що тільки 23 % критиків дали фільму позитивні відгуки. Metacritic оцінив на 36/100.